# Acord per a la conservació i gestió dels estocs de peixos transzonals
L'Acord de les Nacions Unides sobre les poblacions de peixos amb territoris que es troben dins i fora de les zones econòmiques exclusives i les poblacions de peixos altament migratòries, en anglès: United Nations Agreement for the Implementation of the Provisions of the United Nations Convention on the Law of the Sea of 10 December 1982 relating to the Conservation and Management of Straddling Fish Stocks and Highly Migratory Fish Stocks Overview (UNFSA), és un acord internacional de les Nacions Unides sobre la pesca.
Aquest acord es va elaborar sobre el principi fonamental, establert per la Convenció, que els Estats haurien de cooperar per assegurar la conservació i promoure l'objectiu de la utilització òptima dels recursos de les pesqueries, dins i també més enllà de la zona econòmic exclusiva.
Aquest acord es va adoptar el 4 d'agost de 1995 per la Conferència de les Nacions Unides sobre estocs de peixos transzonals i estocs de peixos altament migradors i fins a la data límit, 4 de desembre del 2006, de ser signat ho va ser per 59 entitats estatals.
Aquest acord va entrar en vigor l'11 de desembre de 2001.
Detalla, entre altres coses, els estàndards mínims internacionals per a la conservació i gestió dels estocs peixos transzonals (Straddlings) i grans migradors.